# MLBデベロップメントセンター
MLBデベロップメントセンター（MLB China Development Center、MLBDC、MLB棒球发展中心）とは、メジャーリーグベースボール（MLB）が中国に設置した野球アカデミーである。
現在は、江蘇省無錫市、常州市、南京市の3か所で運営されている。

## 概要
2007年、MLBは市場開拓及び人材発掘のため中国に本格的に進出した。2009年、江蘇省無錫市に初となるデベロップメントセンターを開設。その後、2011年に常州市、2014年に南京市に新たに拠点を設けた。
施設では、スカウトされた12 - 18歳の生徒に英語教育及びトレーニング環境を提供する。最大6年間の奨学金はMLBの全額負担となる。
2015年に許桂源がボルティモア・オリオールズと契約して、卒業生として初めてのマイナーリーグ経験者となった。
2022年現在、100人以上の学生アスリートを輩出している。

## 施設
- 無錫DC…無錫市東北塘中学校内
- 常州DC…常州市北郊中学校内
- 南京DC…南京市東山外国語学校内

## 主な出身者
カッコ内はMLBDCでの英名。

### 米球界経験者
- 許桂源（Itchy）…元ボルティモア・オリオールズ傘下、MLBDC初のマイナーリーグ契約者
- 宮海成 (Sea)…元ピッツバーグ・パイレーツ傘下
- 趙倫 (Jolon)…元ミルウォーキー・ブルワーズ傘下
- 伊健 (Ian)…元ミルウォーキー・ブルワーズ傘下
- 寇永康 (Coco)…元ミルウォーキー・ブルワーズ傘下
- 強巴仁增（英語版） (Justin)…元ボストン・レッドソックス傘下
- 王洋 (Bruce)…元フィラデルフィア・フィリーズ傘下
- 秦子墨 (Zack)…サンディエゴ・パドレス傘下

### その他海外リーグ経験者
- 劉宇鈞（Taz）…味全ドラゴンズ　台湾出身[5]

### 代表経験者
- 陳燕鵬 (Aaron)…広東レパーズ、2017 WBC中国代表
- 梁英基 (XiaoJi)…フリーエージェント、2023 WBC中国代表
- 王宇宸 (Jack)…上海レッドイーグルス、2023 WBC中国代表
- 欒臣臣 (Babe Ruth)…江蘇ヒュージホース、2023 WBC中国代表